# Route nationale 7 (Haïti)
Pour les articles homonymes, voir Route nationale 7.
La route nationale 7, ou RN 7, est une route nationale d'Haïti, reliant  Les Cayes à  Jérémie.

## Présentation
La route nationale 7 commence près de la ville Les Cayes et s'étend vers le nord jusqu'à  Jérémie, dans le département de Grand'Anse, en passant par les régions de la Plaine des Cayes et de l'arrondissement de Corail. 
L'autoroute traverse les communes de Les Cayes, Camp-Perrin, Roseaux, Beaumont et Jérémie. 
Elle passe à proximité de la commune de Corail.

## Tracé
- Les Cayes
- Camp-Perrin
- Roseaux
- Beaumont
- Jérémie